# Curcuma harmandii
Curcuma harmandii là một loài thực vật có hoa trong họ Gừng. Loài này được François Gagnepain mô tả khoa học đầu tiên năm 1907.
Các mẫu định danh gồm 1 mẫu do L. Pierre thu thập tại Nam Kỳ ngày 24 tháng 4 năm 1867 (mẫu MNHN-P-P00292625) và 3 mẫu do François-Jules Harmand và Alexandre Godefroy-Lebeuf thu thập tại núi Pursat, Campuchia ngày 20 tháng 6 năm 1875, (Gagnepain viết nhầm, tương ứng thành tháng 4 năm 1870 và ngày 20 tháng 6 năm 1856).

## Phân bố
Là một loại cây nhiệt đới bản địa miền đông, đông nam và miền trung Thái Lan, Campuchia (các tỉnh Kampong Speu và Pursat), và miền nam Việt Nam. Môi trường sinh sống là rừng lá sớm rụng và rừng thường xanh khô ở cao độ 100–500 m.

## Mô tả
Cây cao khoảng 0,5 m. Thân rễ không mập. Lá 3, hình trứng-hình mác, 25-35 x 8–10 cm, đáy thu nhỏ, đỉnh nhọn đột ngột và phần nhọn ngắn, cả hai mặt nhẵn nhụi; cuống lá (với bẹ) dài 20–30 cm; bẹ khoảng 3, không bằng nhau, không phiến; các bẹ trên đi ngang qua cuống lá; lưỡi bẹ teo đi. Cụm hoa thò ra từ giữa các lá, có cuống dài 20–30 cm; cành hoa bông thóc lỏng lẻo, dài 12–15 cm; lá bắc 8-10, xếp thành 2 hàng, dài 5–6 cm, rộng tới 3 cm, màu xanh lục, nửa phía dưới có rãnh, tự chúng bao quanh lẫn nhau, nửa trên hơi lõm, tỏa rộng, dần thu nhỏ, đỉnh gần như nhọn. Hoa 4-6, dài 3-3,3 cm, xanh lục hoặc vàng, ẩn trong lá bắc; lá bắc con hình mác, nhỏ, dài 1-1,5 cm. Đài hoa hình ống, thanh mảnh, nhẵn nhụi, đỉnh 3 răng, răng nhỏ, tù. Tràng hoa dài gấp đôi đài hoa; các thùy hình mác. Đáy bao phấn có 2 cựa. Bầu nhụy nhẵn nhụi, vỏ ngoài mỏng. Hạt nhiều, dài 405 mm, rộng 2,5–3 mm, hình trứng-đa diện, màu vàng ánh đỏ, bóng.
C. harmandii hơi giống C. albiflora có ở Ceylon về cách sắp xếp các lá bắc tỏa rộng và xếp lợp lỏng lẻo; nhưng loài ở Đông Dương khác biệt ở chỗ:
- Lá của nó bao quanh cụm hoa và không ở bên với nó và dài hơn cuống lá;
- Cuống cụm hoa không bao giờ có vảy kèm theo ở dưới lá bắc;
- Các lá bắc lớn hơn bao bọc nhau ở gốc, rời, phân đôi và nhọn ở nửa trên của chúng;
- Hoa được bao hoàn toàn trong lá bắc nên chúng chiếm nách lá bắc và không lồi ra ngoài.